# 2007年9月蘇門答臘地震

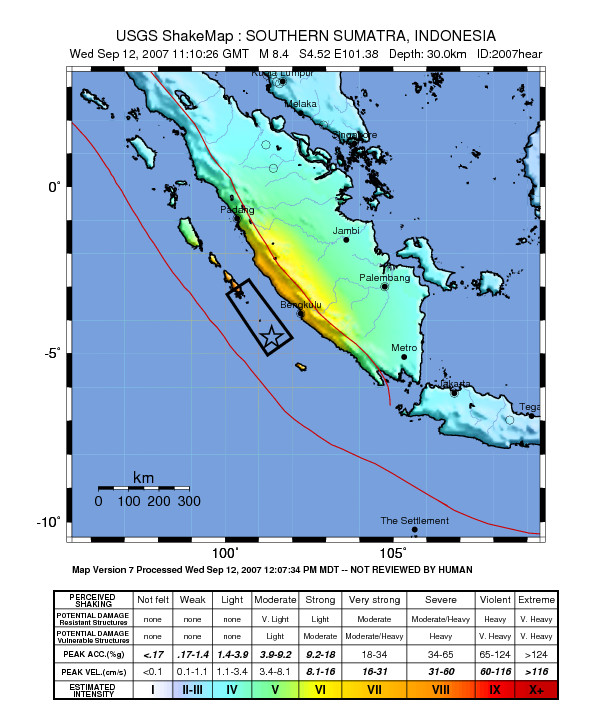
2007年蘇門答臘地震表示圖

2007年9月蘇門答臘地震發生在UTC時間2007年9月12日9時10分（印尼西部當地時間18時10分），並連震三次，震央位於印尼蘇門答臘島西南部附近海域（南緯4.4度，東經101.6度），即印尼首都雅加達之西北偏西約610公里。其後及翌日發生多次大餘震，在地震發生15分鐘後的餘震更超越6.5級。
香港天文台表示震級為黎克特制7.9（其後跟著美國地質調查局），台灣中央氣象局則表示是為8.2，然而美國地質調查局則表示是為8.0，其後修正為8.4美國地質調查局在2008年再次把此地震修正到8.5；太平洋海嘯警報中心隨即發出海嘯警告。
此次地震亦屬於2004年蘇門答臘地震引發的超大地震震群之一（2005年蘇門答臘地震亦是其地震群），其來源與巽他爪哇海溝遭受印澳板塊和歐亞板塊擠壓應力斷裂有關。

## 地震情況
2007年蘇門答臘地震屬於大型逆衝斷層地震，發生於巽他板塊與印澳板塊交界的隱沒帶淺部。地震肇因於印澳板塊與巽他板塊間的擠壓與隱沒作用，導致隱沒帶淺部區塊破裂產生地震。造成該地震的斷層破裂區塊大體上與1833年滑移區塊相重合，但本次地震所釋放的能量確遠小於科學家所估計的1833年地震能量。
本次地震威力雖大，但其破裂區塊大小與滑移量均遠小於2004年印度洋地震，同時主要的斷層滑移亦發生於板塊邊界較深處(20-30公里深)，因此並沒有伴隨大規模的災難性海嘯事件。澳洲地震專家特恩布爾則稱，地震時的板塊主要把海浪推向西南方的海洋，而非像南亞海嘯般朝向大陸，因此未釀成嚴重傷亡。

## 海嘯警告

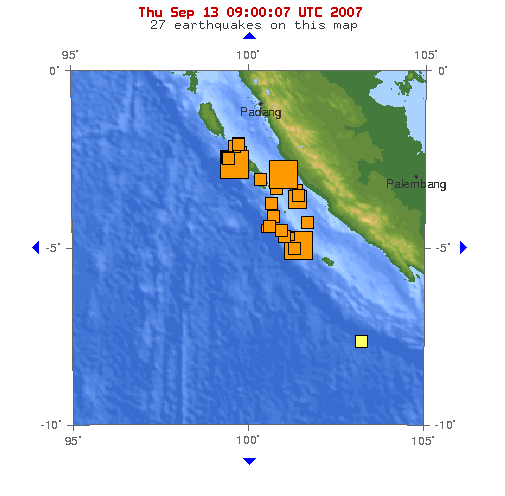
地震分佈圖──圖中可見24小時內有3次較大的地震，另外有22次預震及餘震

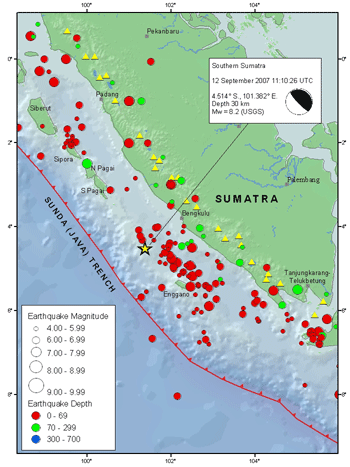
地震分佈圖2──圖中可見爪哇海溝與蘇門答臘的地理關係，星形標記為震央位置

第一次海嘯警告地區包括印尼、泰國、斯里蘭卡等所有印度洋國家及地區，而非洲的及夏威夷也列入警告地區之內，是自南亞海嘯後的首次發出。
印尼在地震發生後35分鐘出現三米高的海嘯巨浪，而巴東指出有大概一米高的海嘯；而在科科斯群島則有大約15厘米高的海嘯，至今並沒有因海嘯而造成相關的傷亡報導。至於蘇門答臘，在兩小時後（即當地時間晚上9時許）解除海嘯警告。
但第一次警告解除後，在GMT時間2時40分的蘇門答臘南部巴魯古西南約70公里的18公里地底出現規模6.6餘震，當局再發警告，在一小時後解除。

## 地震後震

### 第一次
在2007年9月12日當地時間晚上的三次連震後，蘇門答臘島南部在當地的翌日（香港時間2007年9月13日大概7時許，也是地震發生後14小時）發生強烈地震。是次餘震震央位於距離蘇門塔臘明古魯市200公里處的10公里地底。印尼氣象局馬上發布海嘯警報，美國地質調查局表示地震規模為黎克特制7.5級，其後修正為7.9級。
日本氣象廳隨即對印尼、澳洲的可可斯群島、印度及斯里蘭卡發出海嘯警報；而印度的安達曼及尼科巴群島沿岸，以及斯里蘭卡沿岸地區可能在一至三小時內受影響，這是这次地震第3次發出的海嘯警報；兩小時後海嘯警報的生效被取消。

### 第二次
幾小時後（即香港時間2007年9月13日11時41分）又再發生餘震，震央位於印尼蘇門答臘島南部附近海域（南緯2.3度，東經99.6度），即巴東之西南偏南約170公里。規模為黎克特制6.5級。

### 第三次
位於印尼北部的蘇拉威西省比通附近（大概在香港時間2007年9月13日下午6時許）再次發生強烈地震（地震後第三次餘震），規模是黎克特制6.4級，而氣象部門已發出海嘯警報，其後取消。

### 第四次
蘇門答臘在香港時間2007年9月14日大概下午2時許發生黎克特制6.9級地震，當局發出海嘯警報，在一小時後解除。

## 破壞及傷亡報告

### 印度尼西亞
最接近震央的蘇門答臘明古魯居民陷入恐慌，爭相乘車前往高地。當地大量房屋被會毀，電力及通訊中斷；而在穆科穆科，樓高3層以上的樓宇均出現裂痕或倒塌。
地震導致雅加達的大廈搖晃、泳池濺出池水、部分地區停電，電訊中斷；一大廈倒塌、橋樑震裂。另外地震造成9人死亡，幾百人受傷；而印尼政府表示有4人死亡，21人受傷。
蘇門答臘西部首府巴東，多幢約高數層建築已倒塌，而印尼美都電視台（Metro TV）報道指部分建築著火；由於幾場大餘震，許多人都選擇睡在戶外，而不回到屋內，約有52萬人受影響。
另外，至少有一座村莊被海嘯破壞。

### 其他
地震令新加坡的電信、網絡服務混亂。而新加坡、汶萊、馬來西亞、泰國等印尼附近國家的16個主要城市也感受到地震帶來的的震動
。其中第二次震动，也就是大约12日晚8时的震动对新加坡的影响最大，几乎全岛的建筑物都感受到了震动。

## 外部連結
- US Earthquake Center tracking report（页面存档备份，存于）
- Tsunami Information Statement #1，美國國家海洋和大氣管理局／阿德莱德第九頻道／美國西岸及阿拉斯加海嘯警報中心
- Tsunami bulletin number 003（页面存档备份，存于），太平洋海嘯警報中心／美國國家海洋和大氣管理局／NWS
- Powerful earthquake hits Indonesia（页面存档备份，存于），The Daily Telegraph
- Indonesia earthquake kills one（页面存档备份，存于），衛報
- Quake Triggers Tsunami in Indonesia ，美聯社
- Indonesia calls off tsunami warning（页面存档备份，存于），亚洲新闻台
- Tsunami alert issued after Indonesia quake: US centre（页面存档备份，存于），亚洲新闻台
- Singapore buildings sway after strong quake hits Indonesia（页面存档备份，存于），亚洲新闻台